# كيب كيلر
كيب كيلر (بالإنجليزية: Kipp Keller)‏ هو لاعب كرة قدم أمريكي في مركز الوسط، ولد في 14 يوليو 2000 في سانت لويس في الولايات المتحدة. لعب مع نادي سانت لويس.

## وصلات خارجية
- كيب كيلر على موقع الدوري الأمريكي (الإنجليزية)
- كيب كيلر على موقع قاعدة بيانات كرة القدم.إي يو (الإنجليزية)
- كيب كيلر على موقع قاعدة بيانات كرة القدم.إي يو (الإنجليزية)
- كيب كيلر على موقع ليكيب (الفرنسية)
- كيب كيلر على موقع Soccerway.com (الإنجليزية)
- كيب كيلر على موقع عالم كرة القدم.نت (الإنجليزية)